# 1557
Năm 1557 (số La Mã: MDLVII) là một năm thường bắt đầu vào thứ Sáu trong lịch Julius.

## Sự kiện

### Tháng 7
- Mạc Kính Điển cùng Phạm Quỳnh và Phạm Dao tiến đánh Nghệ An

## Sinh
- 15 tháng 2 - Vittoria Accoramboni, người Ý (mất 1585)
- 24 tháng 2 - Mathias, Hoàng đế La Mã Thần thánh (mất 1619)
- 31 tháng 5 - Sa hoàng Feodor I của Nga (mất 1598)
- 15 tháng 8 - Liễu Hạnh Công Chúa (mất 1577)
- 16 tháng 8 - Agostino Carracci, họa sĩ và nghệ sĩ đồ họa Ý (mất 1602)
- 19 tháng 8 - Frederick I, Công tước của Württemberg (mất 1608)
- 16 tháng 9 - Jacques Mauduit, nhà soạn nhạc Pháp (mất 1627)
- Ngày chưa biết:
  - Julius Caesar, thẩm phán và chính trị gia người Anh (mất 1636)
  - Giovanni Croce, nhà soạn nhạc người Ý (mất 1609)
  - Giovanni Gabrieli, nhà soạn nhạc Ý và organ (mất 1612)
  - Balthasar Gérard, người ám át William I của Orange (mất 1584)
  - Toda Katsushige, lãnh chúa Nhật Bản (mất 1600)
  - Olaus Martini, Đức Tổng Giám mục của Uppsala (mất 1609)
  - Thomas Morley, nhà soạn nhạc người Anh (mất 1602)
  - Oda Nobutada, người Nhật Bản (mất 1582)

## Mất
- Tháng 4: Lê Bá Ly (tướng lĩnh nhà Mạc và Lê)